# Poursac
Poursac est une commune du Sud-Ouest de la France, située dans le département de la Charente en région Nouvelle-Aquitaine.
Ses habitants sont les Poursacais et les Poursacaises.

## Géographie

### Localisation et accès
Poursac est une commune du Nord Charente située à 9 km au sud-est de Ruffec et 36 km au nord d'Angoulême, sur la rive gauche de la Charente.
Le bourg de Poursac est aussi à 3 km au sud-est de Verteuil-sur-Charente, 7 km au sud-ouest de Nanteuil-en-Vallée, 11 km au nord-est de Mansle et 12 km au sud-ouest de Champagne-Mouton.
À l'écart des grandes routes, la commune est traversée par la D 26 de Ruffec et Verteuil à Valence et la D 187 de Nanteuil à Aunac, qui passent au bourg. La N 10 entre Angoulême et Ruffec et Poitiers passe à 5 km à l'ouest du bourg, sur l'autre rive de la Charente.
La gare la plus proche est celle de Ruffec, desservie par des TER et TGV à destination d'Angoulême, Poitiers, Paris et Bordeaux.

### Hameaux et lieux-dits
Poursac compte quelques hameaux : Villeneuve et Chez Trignac à l'ouest, Villars au nord, les Ardouins et les Bertins à l'est, etc. ainsi que des fermes isolées.

### Communes limitrophes
| - OpenStreetMap Limite communale. |

| Verteuil-sur-Charente | Saint-Georges | Nanteuil-en-Vallée |
| Chenon                | Poursac       | Saint-Gourson      |
| Aunac-sur-Charente    | Couture       |                    |

### Géologie et relief
Géologiquement, la commune est dans le calcaire du Jurassique du Bassin aquitain, comme tout le Nord-Charente. Plus particulièrement, le Callovien occupe la plus grande partie de la surface communale. Des altérites sous forme d'argile à silex couvrent la moitié orientale, dont une petite zone d'argile à pisolithes de fer. La vallée de la Charente est couverte par des alluvions dont les plus anciennes ont formé des terrasses comme au confluent de l'Argentor,,.
Le relief de la commune est celui d'un plateau d'une altitude moyenne de 120 m, compris entre les vallées de l'Argentor au nord et de la Charente à l'ouest. La Charente forme un méandre à l'ouest (rive convexe), et un talus est la trace d'un ancien méandre au bois de Poursac (rive concave).
Le point culminant de la commune est à une altitude de 139 m, situé sur sa limite orientale. Le point le plus bas est à 70 m, situé le long de la Charente sur la limite sud-ouest. Le bourg, construit sur le flanc sud de la vallée de l'Argentor, s'étage entre 80 et 100 m d'altitude.

### Hydrographie

#### Réseau hydrographique
La commune est située dans le bassin versant de la Charente au sein du Bassin Adour-Garonne. Elle est drainée par la Charente, l'Argent-Or et, qui constituent un réseau hydrographique de 6 km de longueur totale,.
La Charente entre Ruffec et Mansle délimite la commune à l'ouest, qui est entièrement sur sa rive gauche.
L'Argentor (aussi orthographié Argent-Or) traverse la commune d'est en ouest sur sa bordure nord et passe au pied du bourg de Saint-Georges à l'est et du bourg de Poursac à l'ouest, qui est sur sa rive gauche, avant de se jeter dans la Charente.

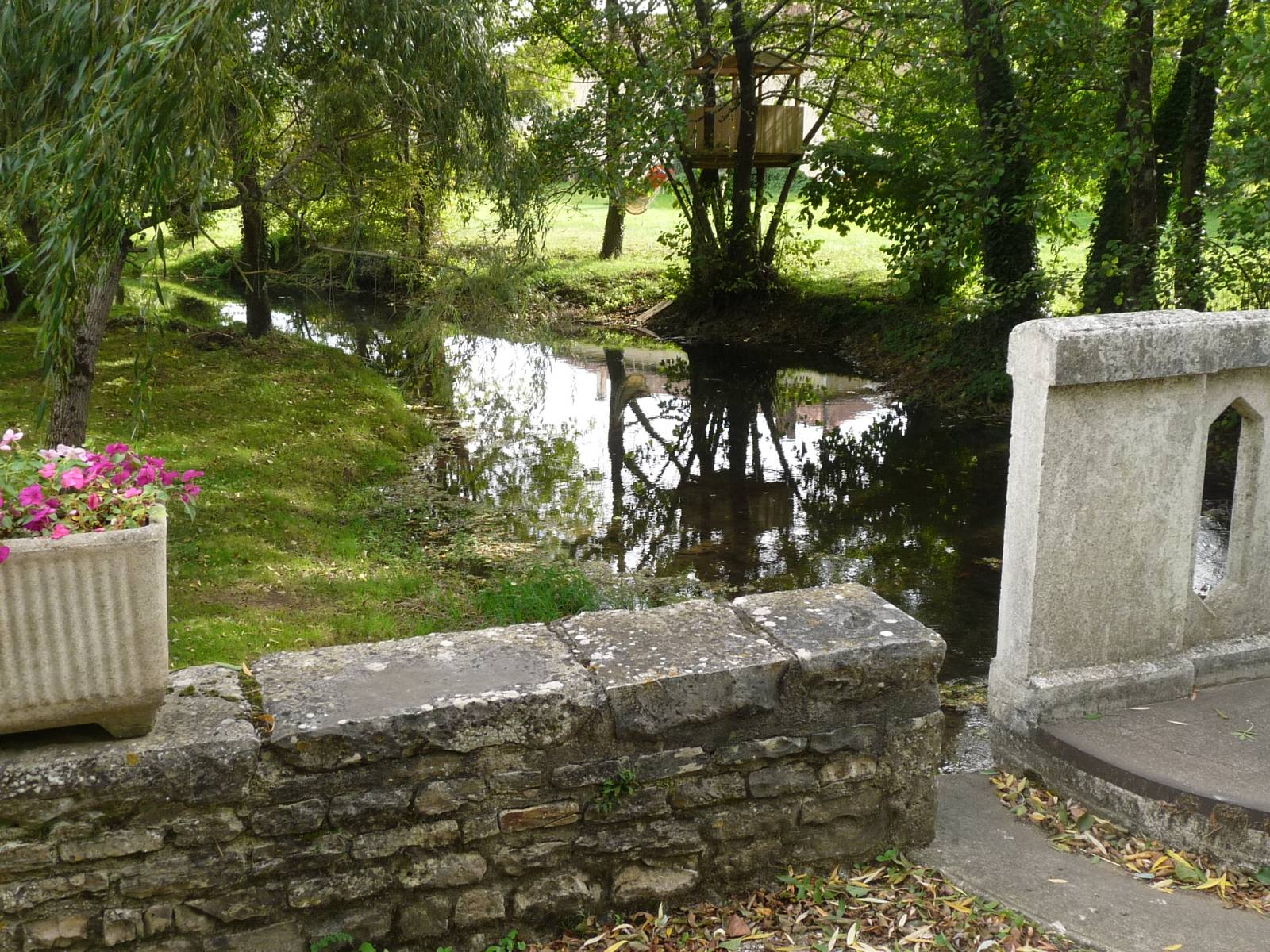
L'Argentor à Poursac.
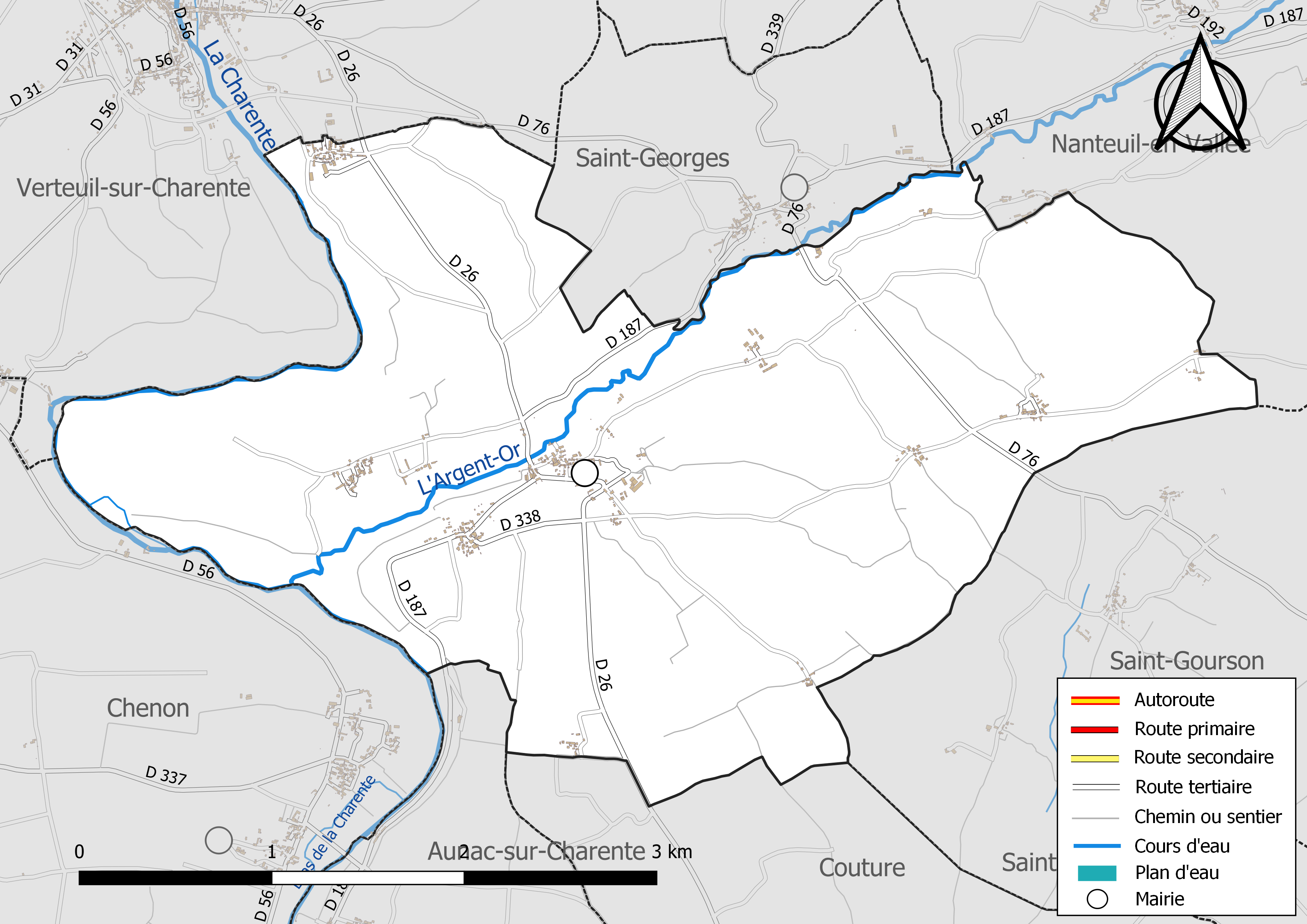
Réseaux hydrographique et routier de Poursac

#### Gestion des eaux
Le territoire communal est couvert par le schéma d'aménagement et de gestion des eaux (SAGE) « Charente ». Ce document de planification, dont le territoire correspond au bassin de la Charente, d'une superficie de 9 300 km2, a été approuvé le 19 novembre 2019. La structure porteuse de l'élaboration et de la mise en œuvre est l'établissement public territorial de bassin Charente. Il définit sur son territoire les objectifs généraux d’utilisation, de mise en valeur et de protection quantitative et qualitative des ressources en eau superficielle et souterraine, en respect des objectifs de qualité définis dans le troisième SDAGE  du Bassin Adour-Garonne qui couvre la période 2022-2027, approuvé le 10 mars 2022.

### Climat
Comme dans les trois quarts sud et ouest du département, le climat est océanique aquitain.

## Urbanisme

### Typologie
Au 1er janvier 2024, Poursac est catégorisée commune rurale à habitat très dispersé, selon la nouvelle grille communale de densité à 7 niveaux définie par l'Insee en 2022.
Elle est située hors unité urbaine. Par ailleurs la commune fait partie de l'aire d'attraction de Ruffec, dont elle est une commune de la couronne,. Cette aire, qui regroupe 30 communes, est catégorisée dans les aires de moins de 50 000 habitants,.

### Occupation des sols
L'occupation des sols de la commune, telle qu'elle ressort de la base de données européenne d’occupation biophysique des sols Corine Land Cover (CLC), est marquée par l'importance des territoires agricoles (80,6 % en 2018), une proportion sensiblement équivalente à celle de 1990 (80,7 %). La répartition détaillée en 2018 est la suivante : 
terres arables (54,6 %), zones agricoles hétérogènes (21,5 %), forêts (18,2 %), prairies (4,6 %), zones humides intérieures (1,1 %). L'évolution de l’occupation des sols de la commune et de ses infrastructures peut être observée sur les différentes représentations cartographiques du territoire : la carte de Cassini (XVIIIe siècle), la carte d'état-major (1820-1866) et les cartes ou photos aériennes de l'IGN pour la période actuelle (1950 à aujourd'hui).

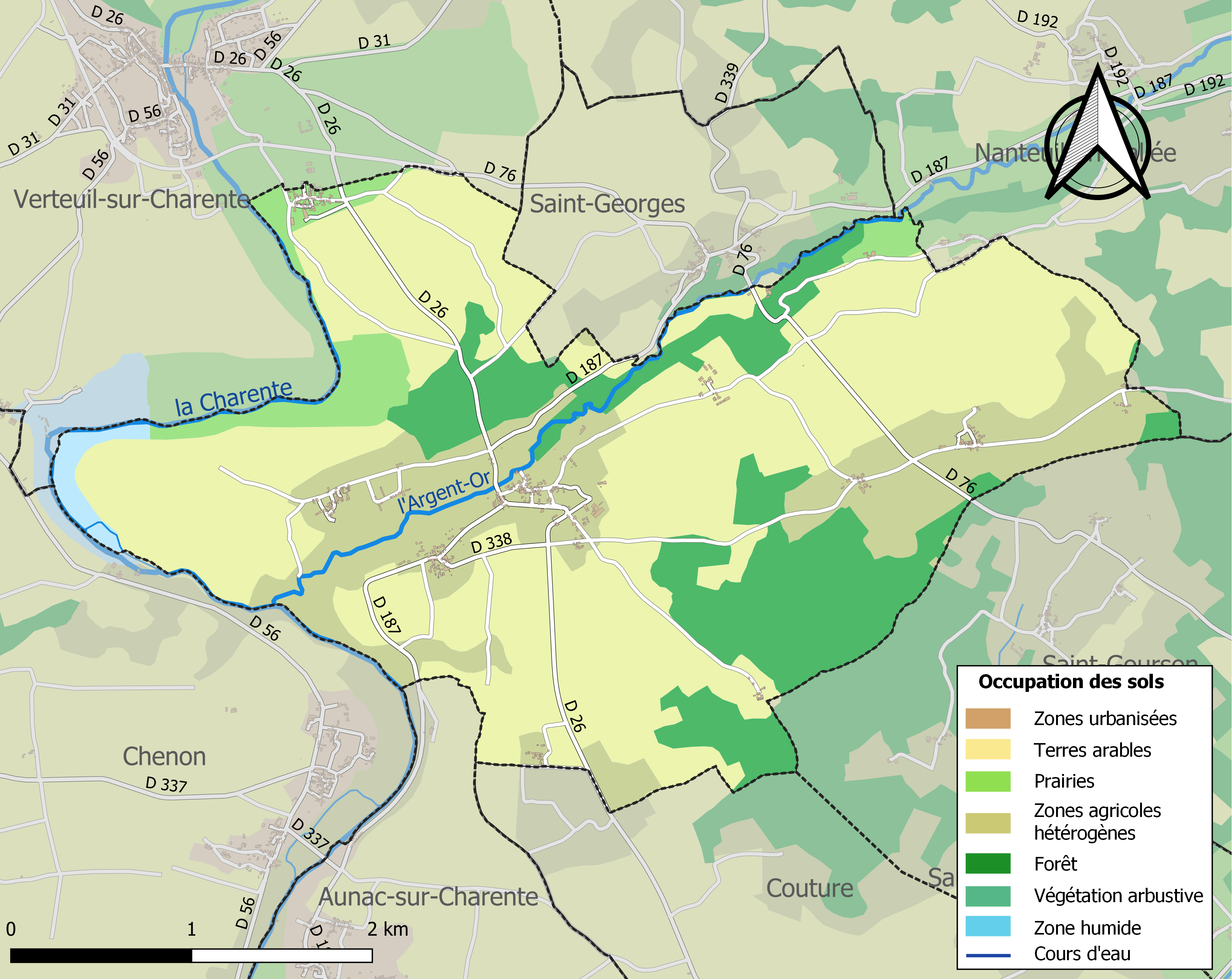
Carte des infrastructures et de l'occupation des sols de la commune en 2018 (CLC).

### Risques majeurs
Le territoire de la commune de Poursac est vulnérable à différents aléas naturels : météorologiques (tempête, orage, neige, grand froid, canicule ou sécheresse), inondations et séisme (sismicité modérée). Il est également exposé à un risque technologique, la rupture d'un barrage. Un site publié par le BRGM permet d'évaluer simplement et rapidement les risques d'un bien localisé soit par son adresse soit par le numéro de sa parcelle.

#### Risques naturels
Certaines parties du territoire communal sont susceptibles d’être affectées par le risque d’inondation par débordement de cours d'eau, notamment la Charente et l'Argent-Or. La commune a été reconnue en état de catastrophe naturelle au titre des dommages causés par les inondations et coulées de boue survenues en 1982, 1983 et 1999,.

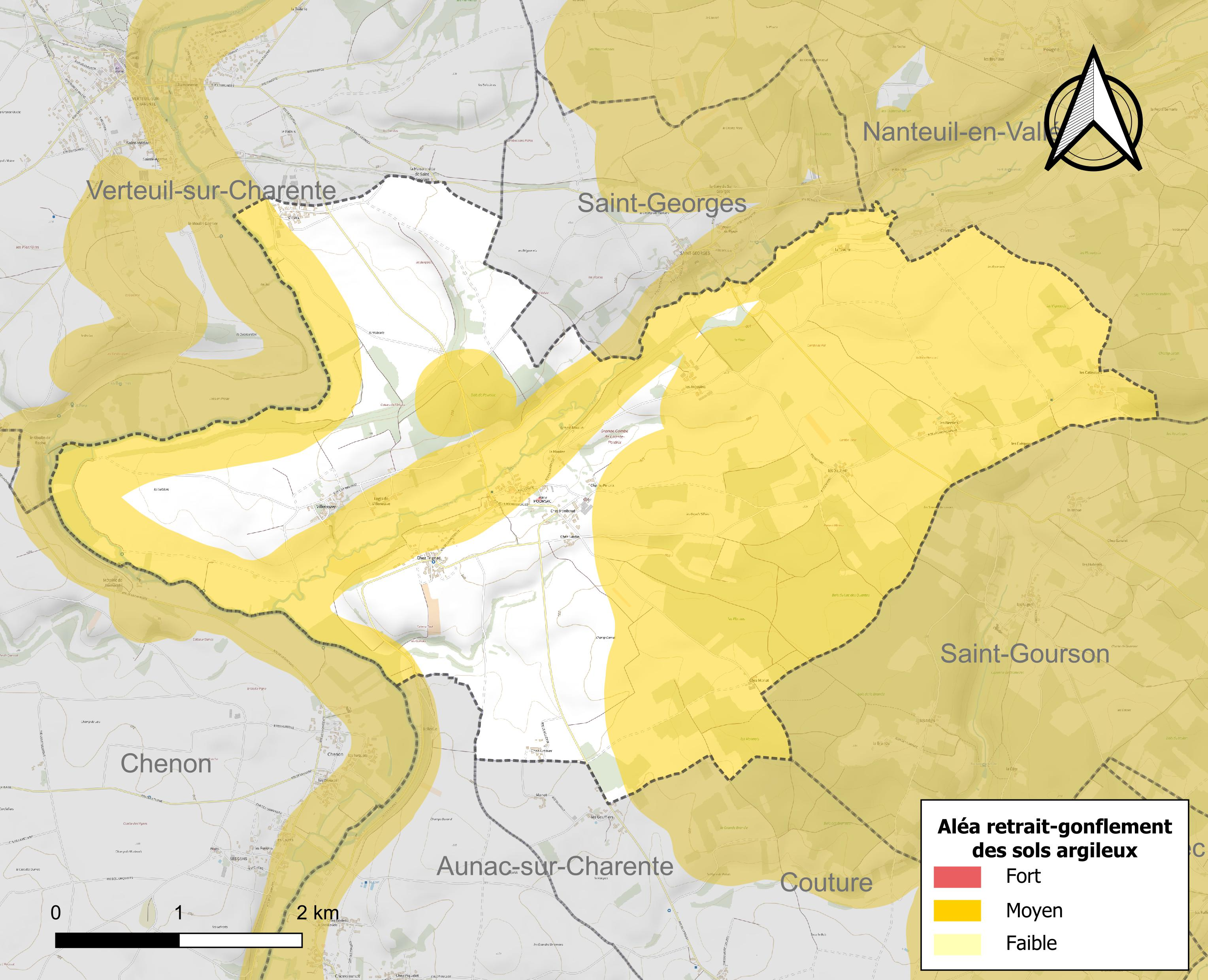
Carte des zones d'aléa retrait-gonflement des sols argileux de Poursac.

Le retrait-gonflement des sols argileux est susceptible d'engendrer des dommages importants aux bâtiments en cas d’alternance de périodes de sécheresse et de pluie. 69,3 % de la superficie communale est en aléa moyen ou fort (67,4 % au niveau départemental et 48,5 % au niveau national). Sur les 166 bâtiments dénombrés sur la commune en 2019,  83 sont en aléa moyen ou fort, soit 50 %, à comparer aux 81 % au niveau départemental et 54 % au niveau national. Une cartographie de l'exposition du territoire national au retrait gonflement des sols argileux est disponible sur le site du BRGM,.
Par ailleurs, afin de mieux appréhender le risque d’affaissement de terrain, l'inventaire national des cavités souterraines permet de localiser celles situées sur la commune.
Concernant les mouvements de terrains, la commune a été reconnue en état de catastrophe naturelle au titre des dommages causés par la sécheresse en 2005 et par des mouvements de terrain en 1999.

#### Risques technologiques
La commune est en outre située en aval du barrage de Mas Chaban, un ouvrage de classe A. À ce titre elle est susceptible d’être touchée par l’onde de submersion consécutive à la rupture de cet ouvrage.

## Toponymie
Les formes anciennes sont Portac en 1280, Porciaco en 1293.
L'origine du nom de Poursac remonterait à un nom de personne gallo-romain Porcius auquel est apposé le suffixe -acum, ce qui correspondrait à Porciacum, « domaine de Porcius ».

## Histoire
Des témoignages d'un habitat gallo-romain et médiéval ont été trouvés sur la commune, principalement en 1895 : tegulae, céramique sigillée, réemploi de colonnes antiques dans l'église, souterrain-refuge, sarcophage cylindrique. Un gué sur l'Argentor, aux Ardoins (ancien chemin se dirigeant vers Verteuil), pourrait avoir une origine mérovingienne.
Pendant la première moitié du XXe siècle, la commune était traversée par la ligne de Ruffec à Roumazières, mais elle n'y possédait pas de gare.

## Administration

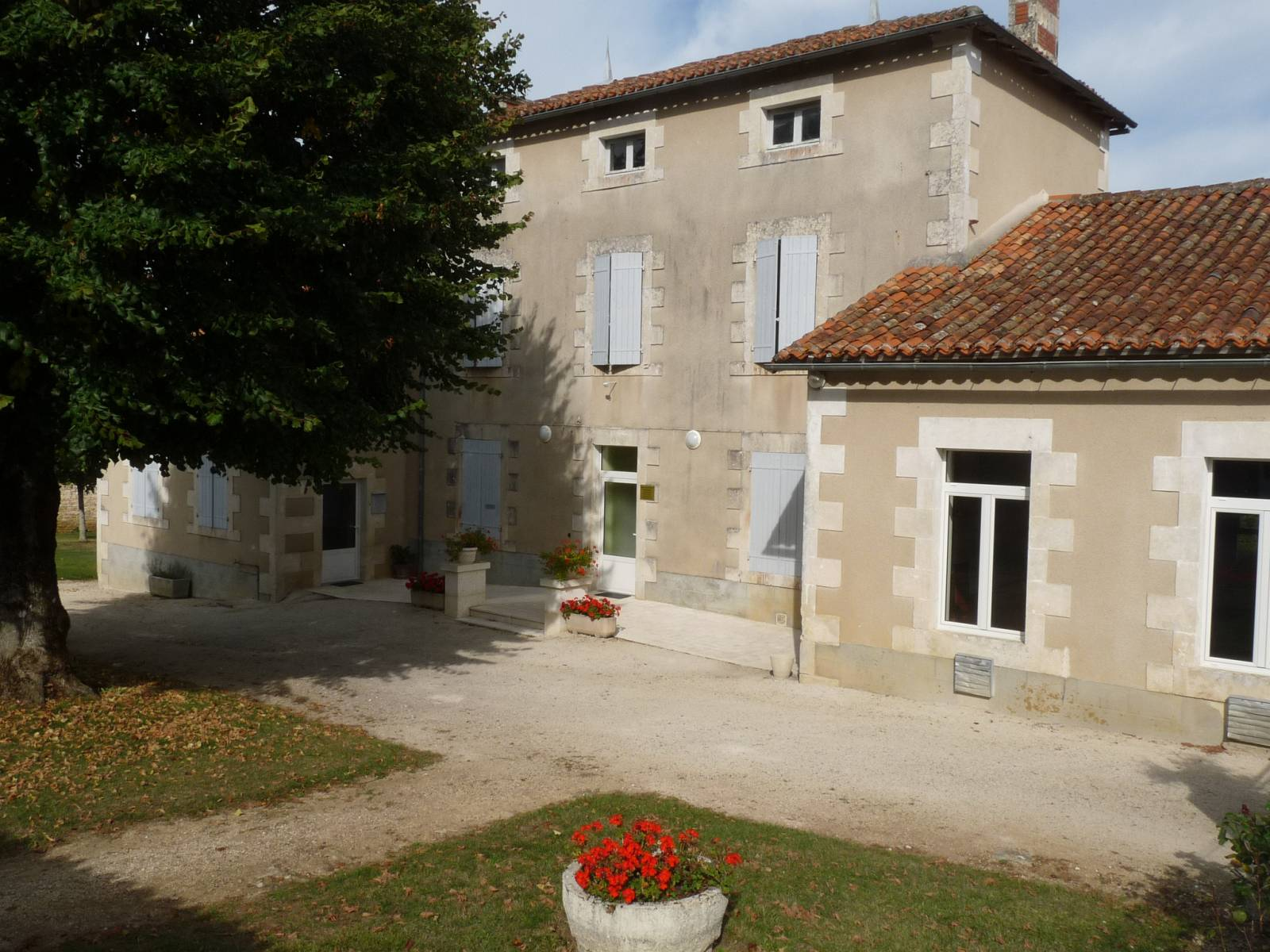
La mairie de Poursac.

| Période                                  | Période  | Identité             | Étiquette | Qualité                     |
| ---------------------------------------- | -------- | -------------------- | --------- | --------------------------- |
| Les données manquantes sont à compléter. |          |                      |           |                             |
| 1996                                     | 2008     | Jean-Paul Boutinot   | DVD       | Agriculteur                 |
| 2008                                     | 2014     | Anne-Marie Cormenier | DVD       | Retraitée Fonction publique |
| 2014                                     | En cours | Françoise Perrin     |           |                             |

## Démographie

### Évolution démographique
L'évolution du nombre d'habitants est connue à travers les recensements de la population effectués dans la commune depuis 1793. Pour les communes de moins de 10 000 habitants, une enquête de recensement portant sur toute la population est réalisée tous les cinq ans, les populations de référence des années intermédiaires étant quant à elles estimées par interpolation ou extrapolation. Pour la commune, le premier recensement exhaustif entrant dans le cadre du nouveau dispositif a été réalisé en 2007.

En 2022, la commune comptait 195 habitants, en évolution de −1,52 % par rapport à 2016 (Charente : −0,48 %, France hors Mayotte : +2,11 %).
| 1793 | 1800 | 1806 | 1821 | 1831 | 1841 | 1846 | 1851 | 1856 |
| ---- | ---- | ---- | ---- | ---- | ---- | ---- | ---- | ---- |
| 443  | 545  | 575  | 648  | 668  | 669  | 654  | 675  | 681  |

| 1861 | 1866 | 1872 | 1876 | 1881 | 1886 | 1891 | 1896 | 1901 |
| ---- | ---- | ---- | ---- | ---- | ---- | ---- | ---- | ---- |
| 671  | 640  | 640  | 628  | 647  | 621  | 614  | 537  | 500  |

| 1906 | 1911 | 1921 | 1926 | 1931 | 1936 | 1946 | 1954 | 1962 |
| ---- | ---- | ---- | ---- | ---- | ---- | ---- | ---- | ---- |
| 508  | 507  | 426  | 402  | 403  | 380  | 385  | 321  | 294  |

| 1968 | 1975 | 1982 | 1990 | 1999 | 2006 | 2007 | 2012 | 2017 |
| ---- | ---- | ---- | ---- | ---- | ---- | ---- | ---- | ---- |
| 264  | 258  | 241  | 222  | 210  | 207  | 207  | 189  | 204  |

| 2022 | - | - | - | - | - | - | - | - |
| ---- | - | - | - | - | - | - | - | - |
| 195  | - | - | - | - | - | - | - | - |

### Pyramide des âges
La population de la commune est relativement âgée.
En 2018, le taux de personnes d'un âge inférieur à 30 ans s'élève à 23,1 %, soit en dessous de la moyenne départementale (30,2 %). À l'inverse, le taux de personnes d'âge supérieur à 60 ans est de 46,1 % la même année, alors qu'il est de 32,3 % au niveau départemental.
En 2018, la commune comptait 106 hommes pour 101 femmes, soit un taux de 51,21 % d'hommes, largement supérieur au taux départemental (48,41 %).
Les pyramides des âges de la commune et du département s'établissent comme suit.
| Hommes | Classe d’âge | Femmes |
| ------ | ------------ | ------ |
| 1,9    | 90 ou +      | 3,0    |
| 9,6    | 75-89 ans    | 20,0   |
| 32,7   | 60-74 ans    | 25,0   |
| 16,3   | 45-59 ans    | 20,0   |
| 13,5   | 30-44 ans    | 12,0   |
| 12,5   | 15-29 ans    | 10,0   |
| 13,5   | 0-14 ans     | 10,0   |

| Hommes | Classe d’âge | Femmes |
| ------ | ------------ | ------ |
| 1      | 90 ou +      | 2,7    |
| 9,2    | 75-89 ans    | 12     |
| 20,6   | 60-74 ans    | 21,3   |
| 20,7   | 45-59 ans    | 20,3   |
| 16,8   | 30-44 ans    | 16     |
| 15,6   | 15-29 ans    | 13,4   |
| 16,1   | 0-14 ans     | 14,3   |

## Économie

### Agriculture
La viticulture occupe une petite partie de l'activité agricole. La commune est située dans les Bons Bois, dans la zone d'appellation d'origine contrôlée du cognac.

## Lieux et monuments
L'église paroissiale Saint-Pierre est d'origine romane (XIIe siècle). Elle a été remaniée au XVIe siècle, en particulier sa nef a été élargie. Elle possède un enfeu datant du XIe ou XIIe siècle dans le mur sud de la nef. Elle est inscrite aux monuments historiques depuis 1938.

Église Saint-Pierre
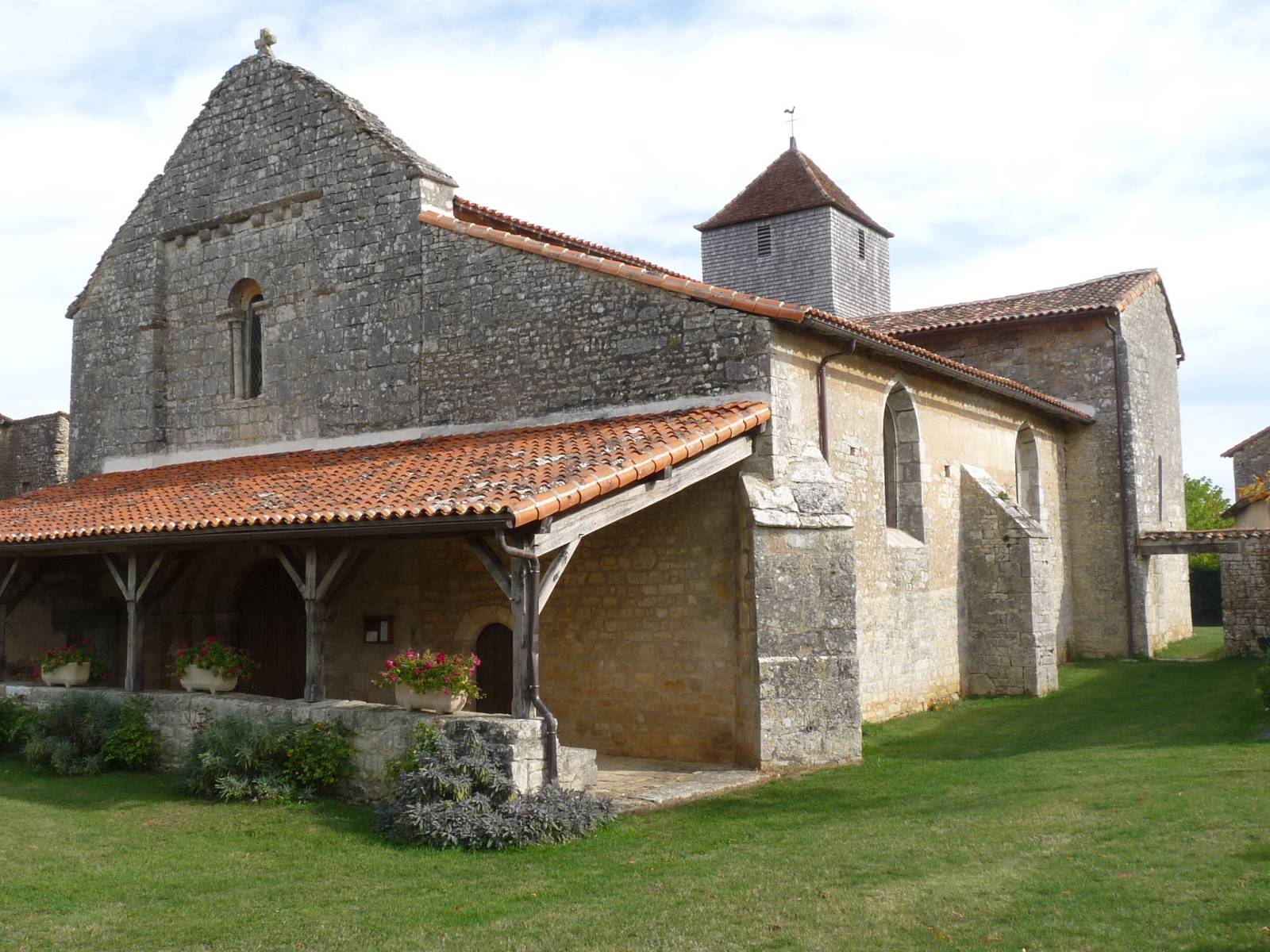
Vue d'ensemble, la façade et son porche.
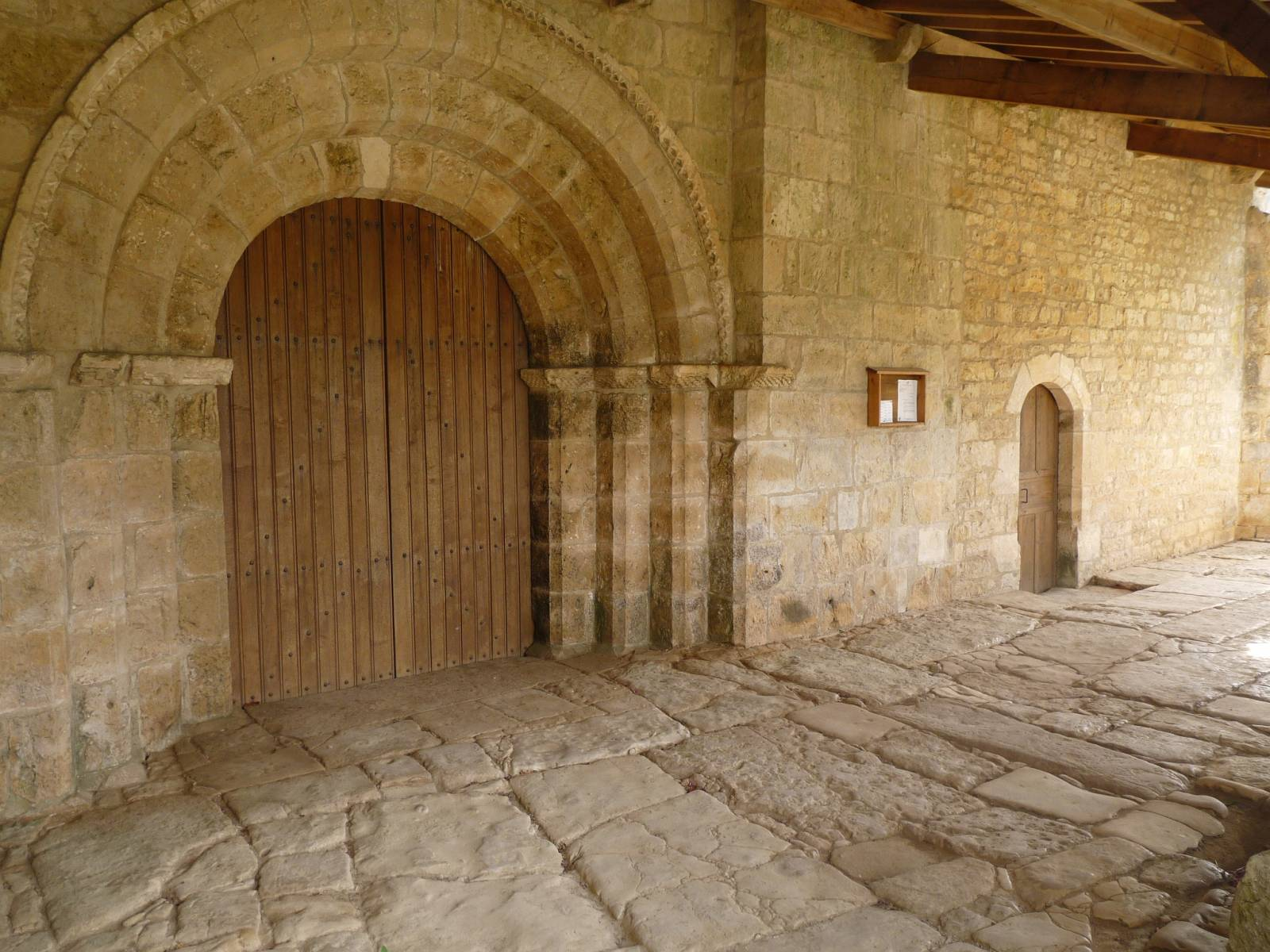
Le portail d'entrée et l'impressionnant pavage.
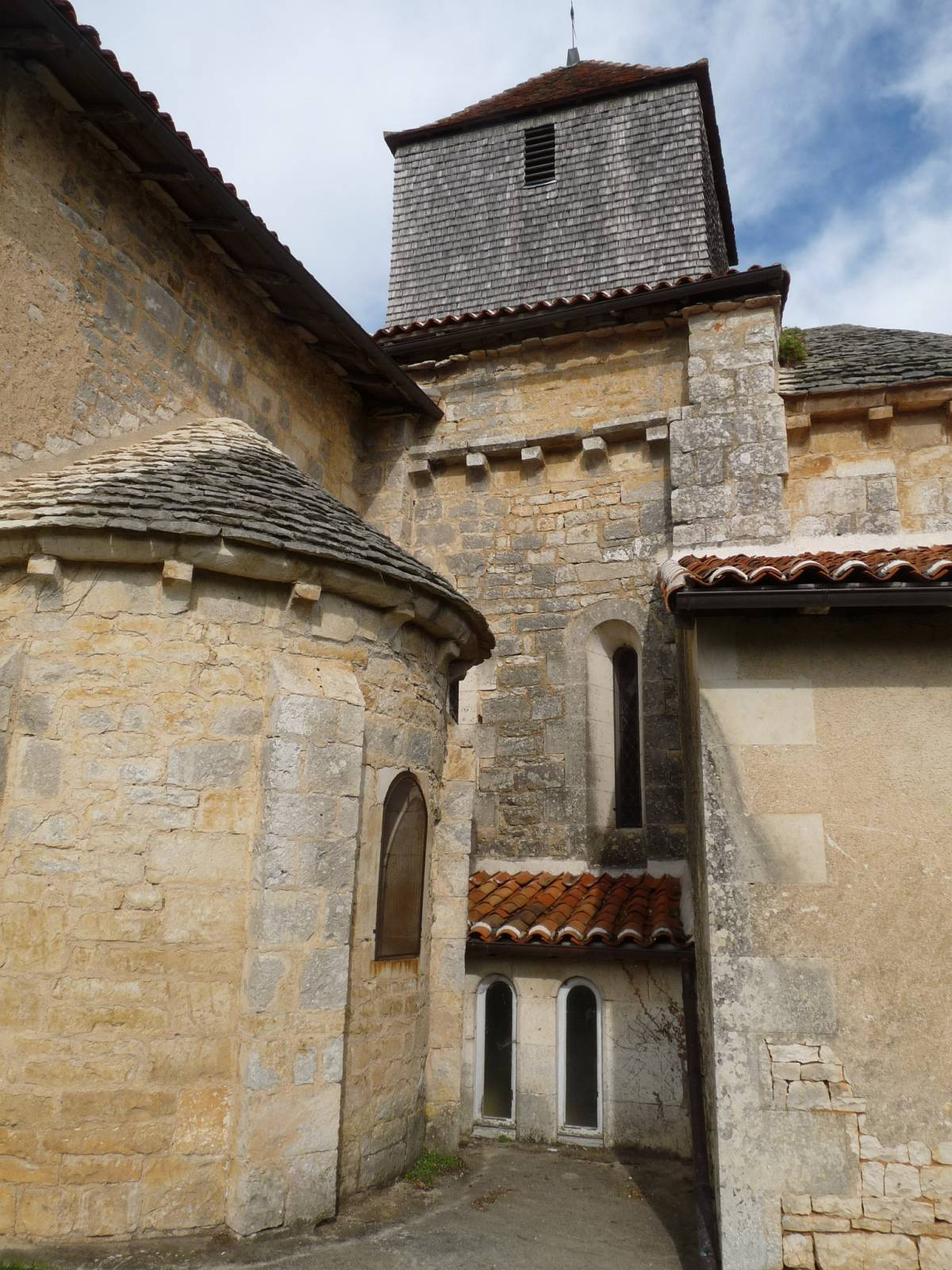
Absidiole et le clocher en bois.
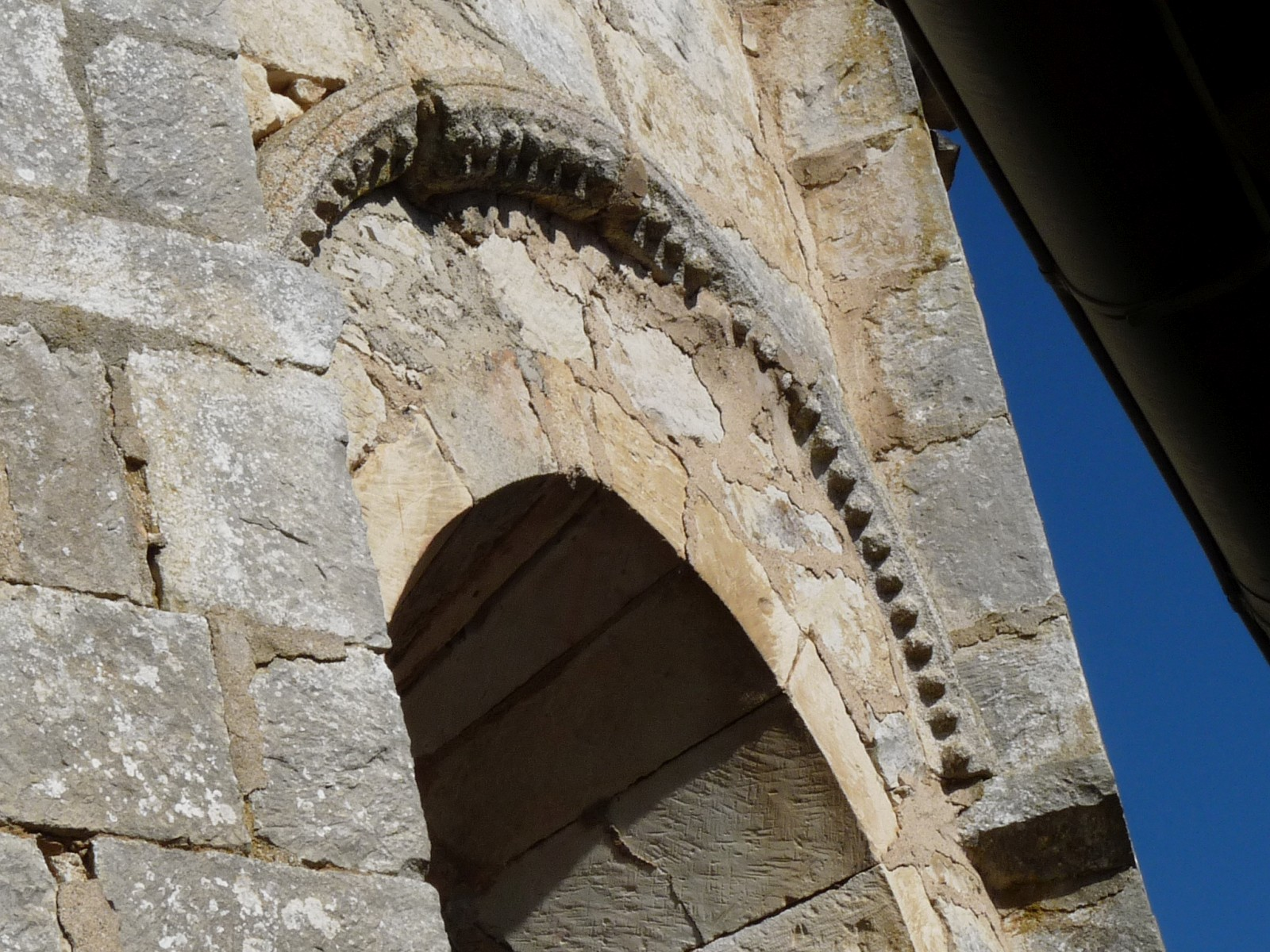
Détail du chevet